# 성해부정
성해부정 이종령(成海副正 李宗齡, 1573년 ~ ?년)은 조선중기의 왕족으로 덕흥대원군의 손자이자 선조의 백형(伯兄) 하원군 이정(河原君 李鋥)의 4남이다.

## 생애
조선중기의 왕족으로 본관은 전주, 휘는 종령(宗齡)이다. 덕흥대원군의 손자이며, 아버지는 선조의 백형(伯兄) 하원군 이정(河原君 李鋥)이며, 어머니는 군자감 첨정(軍資監 僉正) 풍천인(豊川人) 임중신(任重臣)의 딸인 풍천임씨(豊川任氏)이다.
하원군 4남으로 계유(癸酉) 1573년년(선조 6)에 한성 서부 인달방 도정궁(都正宮)에서 태어났다. 성해부정(成海副正)을 봉작을 받고 별세하였다.
1872년(고종 9) 12월 초2일 후사(後嗣)가 없어 고종의 명으로 선조의 11남 경평군 이륵(慶平君 李玏)의 3남 영주군 이파(嶺州君 李亻+罷)를 후사(後嗣)로 세웠으나 파양되었다. 묘소는 양주(楊州) 수좌동(水坐洞)에 있다.

## 가족 관계
- 아버지 : 하원군 이정(河原君 李鋥, 1545년 - 1597년)
- 생모(첩모) : 풍천임씨(豊川任氏), 군자감 첨정(軍資監 僉正) 풍천인(豊川人) 임중신(任重臣, 1517년 - 1580년)의 딸.
  - 친누나 : 이계령(李繼齡, 1572년 - ?년), 풍산인(豊山人) 김극가(金克家)에게 출가.
- 부인 : 신인(慎人)
  - 양자(파양) : 영주군 이파(嶺州君 李亻+罷), 선조의 11남 경평군 이륵(慶平君 李玏)의 3남.